# پارک کایسانیمی
پارک کایسانیمی (انگلیسی: Kaisaniemi Park)، (فنلاندی: Kaisaniemen puisto ،سوئدی: Kajsaniemiparken) یک پارک قدیمی و بسیار محبوب در محله کلووی در مرکز هلسینکی پایتخت فنلاند است. این پارک به نام کاتارینا کایسا والوند نام‌گذاری شده‌است. بخشی از پارک در سال ۱۸۲۹ به دانشگاه هلسینکی اهدا گردید. قدیمی‌ترین گلخانه این پارک نیز در سال ۱۸۸۹ افتتاح شد.
قبر فراماسون به عنوان قدیمی‌ترین بنای یادبود عمومی در هلسینکی، در این پارک قرار دارد. همچنین در این پارک زمین فوتبال، بسکتبال و تنیس وجود دارد.
به‌طور سنتی پارک کایسانیمی محل برگزاری کنسرت‌های مختلف به ویژه گروه‌های موسیقی کشورهای نوردیک است.

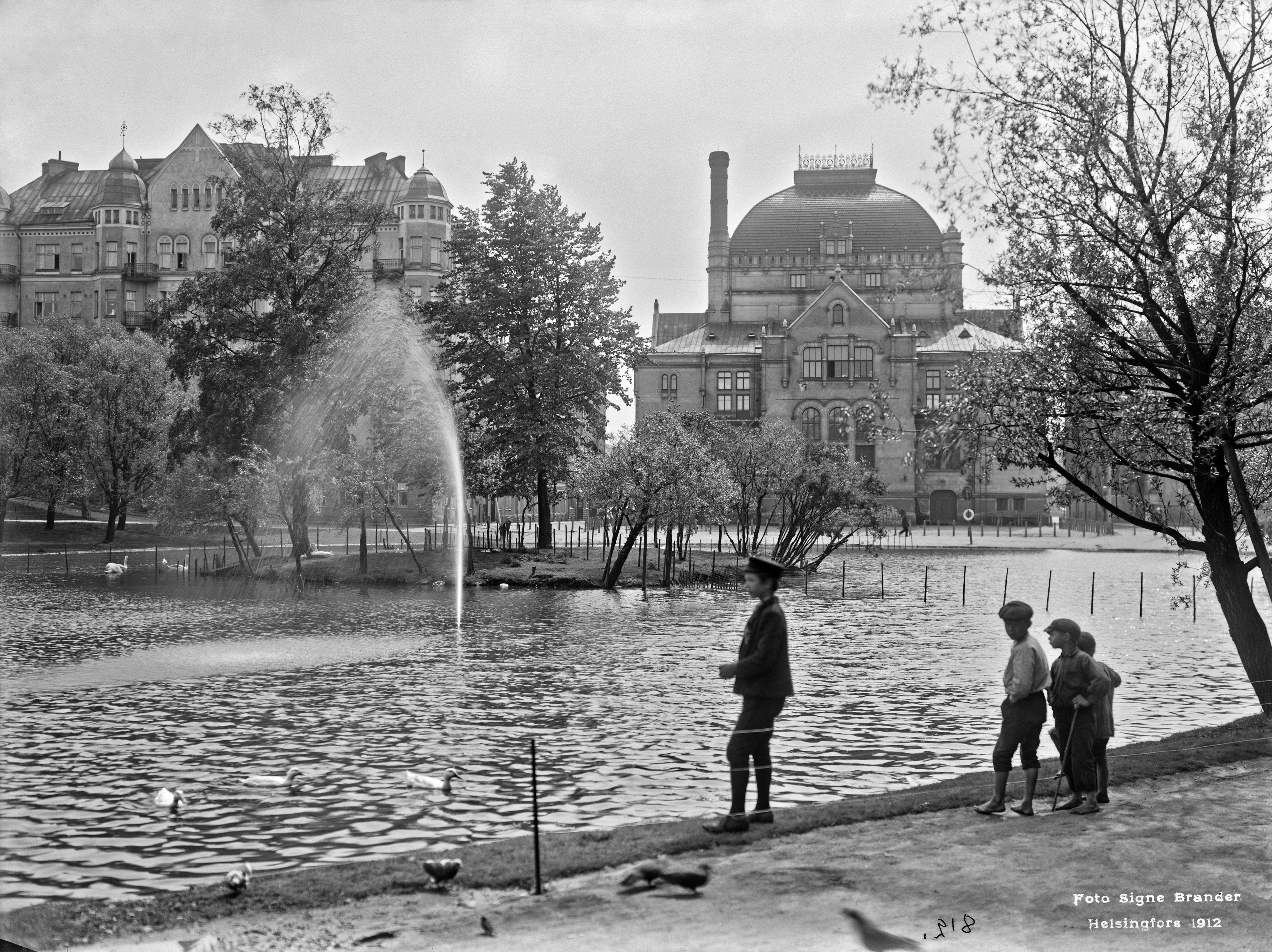
پارک کایسانیمی در سال ۱۹۱۲. تئاتر ملی فنلاند در پس زمینه عکس مشخص است.

## نگارخانه

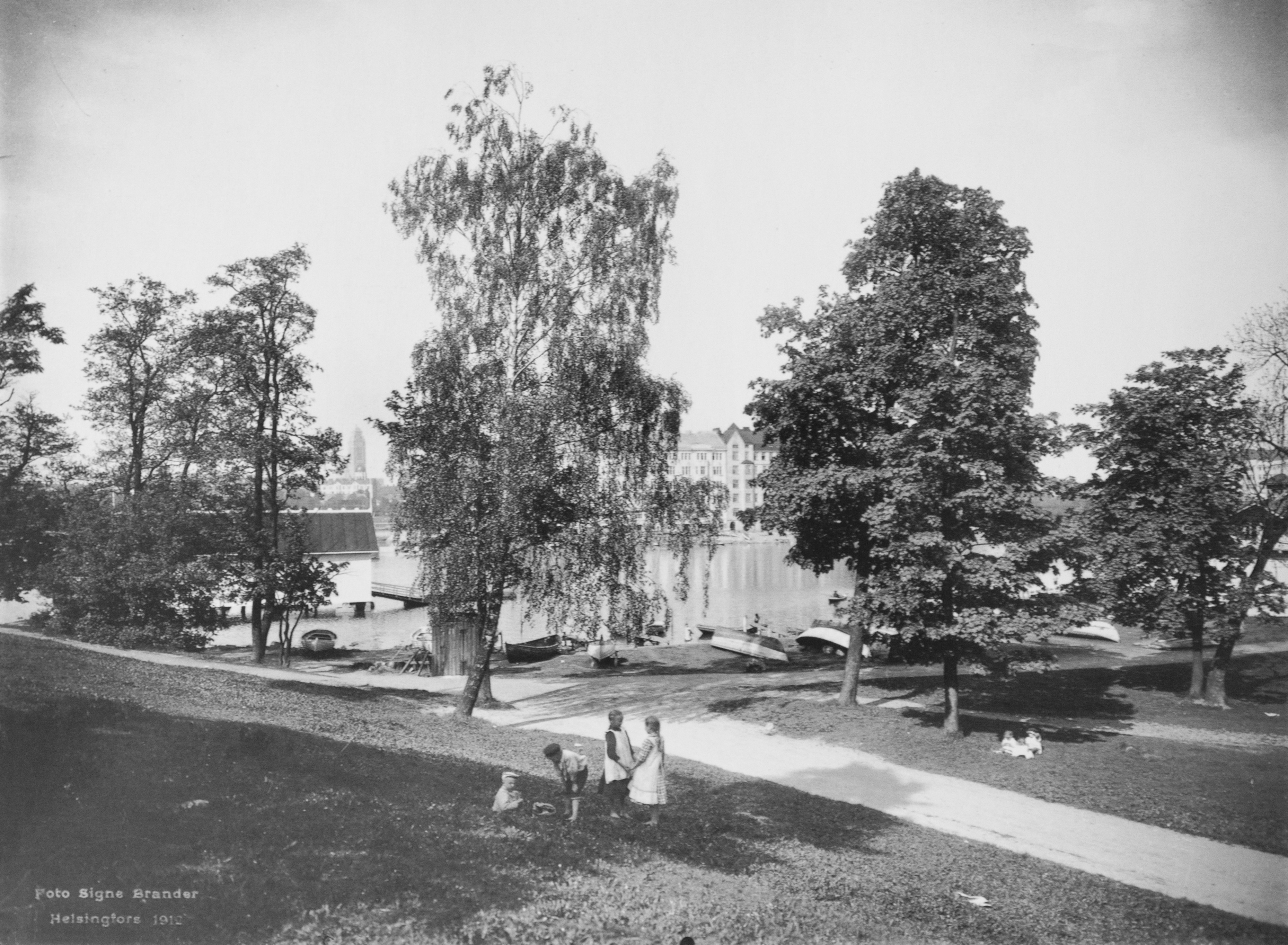
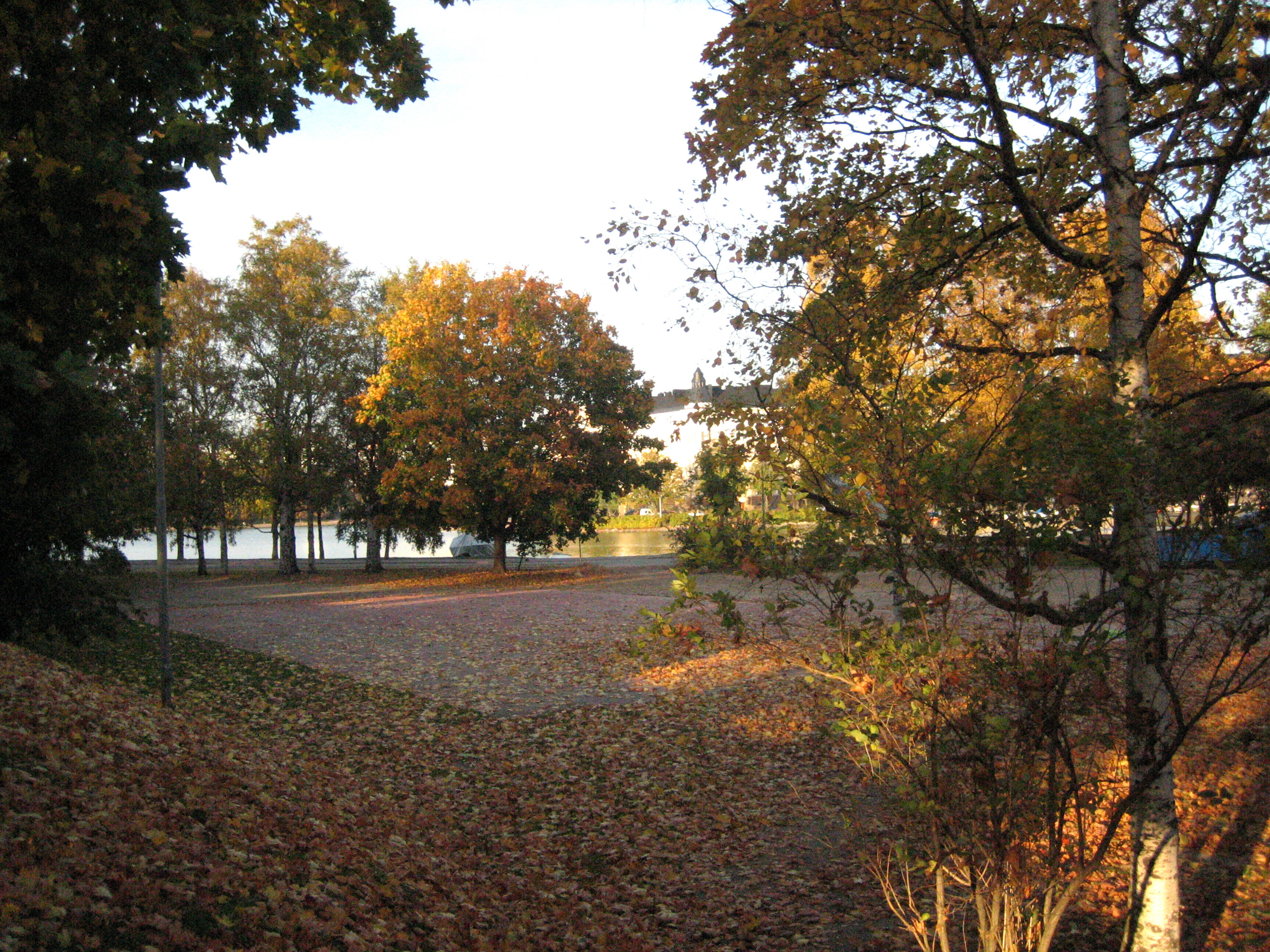